# Bahnstrecke L’Hôpital-du-Grosbois–Lods
| Bahnhofsgebäude von Lods auf einer alten Postkarte |                      |                                                           |                                                           |
| Streckennummer (SNCF): | 873 000              |                                                           |                                                           |
| Streckenlänge: | 24,9 km              |                                                           |                                                           |
| Spurweite: | 1435 mm (Normalspur) |                                                           |                                                           |
| Maximale Neigung: | 25 ‰                 |                                                           |                                                           |
| Zweigleisigkeit: | nein                 |                                                           |                                                           |
| |                      |                                                           |                                                           |
| \| \| \| Bahnstrecke Besançon–Le Locle von Le Locle-Col-des-Roches \| \| \| \| 427,592 \| L’Hôpital-du-Grosbois (567 m) \| L’Hôpital-du-Grosbois (567 m) \| \| \| \| Bahnstrecke Besançon–Le Locle nach Besançon \| \| \| \| 431,5 \| Trépot (514 m) \| Trépot (514 m) \| \| \| \| Tunnel de Plaisir-Fontaine \| (167 m) \| \| \| \| Viaduc sur la Brême \| (181 m) \| \| \| 439,1 \| Maizières Notre-Dame du Chêne \| Maizières Notre-Dame du Chêne \| \| \| 441,5 \| Ornans \| Ornans \| \| \| \| Viadukt \| (30 m) \| \| \| \| Viaduc sur la Loue \| (38 m) \| \| \| 446,5 \| Montgesoye \| Montgesoye \| \| \| 449,3 \| Vuillafans \| Vuillafans \| \| \| \| Tunnel de Merillot \| (186 m) \| \| \| \| Tunnel de Lods \| (163 m) \| \| \| 452,5 \| Lods (361 m) \| Lods (361 m) \| |                      |                                                           |                                                           |
| Strecke |                      | Bahnstrecke Besançon–Le Locle von Le Locle-Col-des-Roches | Bahnstrecke Besançon–Le Locle von Le Locle-Col-des-Roches |
| Bahnhof | 427,592              | L’Hôpital-du-Grosbois (567 m)                             | L’Hôpital-du-Grosbois (567 m)                             |
| Abzweig ehemals geradeaus und nach rechts |                      | Bahnstrecke Besançon–Le Locle nach Besançon               | Bahnstrecke Besançon–Le Locle nach Besançon               |
| Bahnhof (Strecke außer Betrieb) | 431,5                | Trépot (514 m)                                            | Trépot (514 m)                                            |
| Tunnel (Strecke außer Betrieb) |                      | Tunnel de Plaisir-Fontaine                                | (167 m)                                                   |
| Brücke über Wasserlauf (Strecke außer Betrieb) |                      | Viaduc sur la Brême                                       | (181 m)                                                   |
| Bahnhof (Strecke außer Betrieb) | 439,1                | Maizières Notre-Dame du Chêne                             | Maizières Notre-Dame du Chêne                             |
| Bahnhof (Strecke außer Betrieb) | 441,5                | Ornans                                                    | Ornans                                                    |
| Brücke (Strecke außer Betrieb) |                      | Viadukt                                                   | (30 m)                                                    |
| Brücke über Wasserlauf (Strecke außer Betrieb) |                      | Viaduc sur la Loue                                        | (38 m)                                                    |
| Bahnhof (Strecke außer Betrieb) | 446,5                | Montgesoye                                                | Montgesoye                                                |
| Bahnhof (Strecke außer Betrieb) | 449,3                | Vuillafans                                                | Vuillafans                                                |
| Tunnel (Strecke außer Betrieb) |                      | Tunnel de Merillot                                        | (186 m)                                                   |
| Tunnel (Strecke außer Betrieb) |                      | Tunnel de Lods                                            | (163 m)                                                   |
| Kopfbahnhof Streckenende (Strecke außer Betrieb) | 452,5                | Lods (361 m)                                              | Lods (361 m)                                              |

Die Bahnstrecke L’Hôpital-du-Grosbois–Lods war eine eingleisige normalspurige Eisenbahnstrecke im französischen Département Doubs. 
Am 16. Mai 1885 wurde der Bahnbetrieb durch die Compagnie Paris–Lyon–Méditerranée (PLM), einer Vorgängergesellschaft der französischen Staatsbahnen (SNCF), eröffnet.
Der Personenverkehr auf der Gesamtstrecke endete zum 22. Mai 1932 und 1988 wurde der Güterverkehr zwischen L’Hôpital-du-Grosbois und Ornans eingestellt. In Ornans wurde zuletzt das Werk von Alstom beliefert, das unter anderem Elektromotoren für die französischen Hochgeschwindigkeitszüge TGV herstellt. 
1995 folgte der Abbau der Strecke. 
Seit 2005 ist auf der Trasse ein Radweg fertiggestellt. Dieser überquert auf der markanten 181 Meter langen Steinbogenbrücke bei Maisières-Notre-Dame den Fluss la Brême.